# 동천동 (대구)
동천동(東川洞)은 대구광역시 북구의 행정동이자 법정동이다.

## 연혁
- 1975년 10월 1일 한학자 류석우(柳奭佑)가 국립대학인 경북대학교의 양현을 기원하면서 “크게 배우는 자가 많으면 현인이 많은 것(大學者多則賢人多耳)”이라는 뜻으로 마을 이름을 대현동이라고 불렀으며 1975년 대구시 동구 신암동 일부를 북구로 편입하여 대현동을 신설하고, 대현1·2동으로 분동하였다.
- 1979년 대현2동을 대현2·3동으로 분동
- 1981년 대구시가 대구직할시로 승격되면서 대구직할시 북구에 편입되었다.
- 1994년 대현동 일부를 복현동으로 편입하여 동 경계를 일부 조정하였다
- 1995년 대구직할시가 대구광역시로 명칭이 변경되면서 대구광역시 북구에 편입되었다.
- 1998년 행정동인 대현2·3동을 대현2동으로 통합
- 2011년 7월 대현1·2동을 대현동으로 통합

## 관공서
- 국립농산물품질관리원 경북지원
- 동북지방통계청

## 유통
- 홈플러스 칠곡점
- 세븐밸리
  - 메가박스 칠곡

## 교육
대구동천초등학교는 수성구 범어동에 있다.
- 대구동평초등학교
- 대구함지초등학교
- 대구북부초등학교

## 아파트
| 단지명                       | 건설사            | 시행사            | 주소                   | 입주        | 비고 |
| ---------------------------- | ----------------- | ----------------- | ---------------------- | ----------- | ---- |
| 칠곡 화성타운                | 화성산업          | 화성산업          | 북구 동천로 6 (2차)    | 1995년 11월 |      |
| 칠곡 화성타운                | 화성산업          | 화성산업          | 북구 대천로 101 (3차)  | 1999년 8월  |      |
| 화성 센트럴파크              | 화성산업          | 화성산업          | 북구 대천로 100        | 2003년 12월 |      |
| e그린타운 칠곡지구 부영2단지 | ㈜동광주택산업    | 부영㈜            | 북구 동천로24길 12     | 2003년 7월  |      |
| 동화골든빌                   | ㈜동화주택        | ㈜동화주택        | 북구 동천로 156        | 2002년 10월 |      |
| 칠곡네스빌                   | ㈜동화주택 ㈜한라 | ㈜동화주택 ㈜한라 | 북구 동천로 155        | 2004년 12월 |      |
| 칠곡영남타운 2차             | 영남건설㈜        | 영남건설㈜        | 북구 팔거천동로24길 40 | 1996년 7월  |      |
| 영남네오빌 아트              | 영남건설㈜        | 영남건설㈜        | 북구 동천로 97         | 2004년 10월 |      |
| 칠곡 3차 우방하이츠          | ㈜우방            | ㈜우방            | 북구 구리로 26         | 1999년 10월 |      |
| 보성서한타운 2차             | ㈜보성 ㈜서한     | ㈜보성 ㈜서한     | 북구 팔거천동로 104    | 1995년 10월 |      |

## 의료
- 대구보건대학교병원